# Red Mundial de Reservas de Biosfera en América Latina y el Caribe
Bajo el Programa de Reserva Hombre y Biosfera de la UNESCO, hay 125 reservas de la biosfera reconocidas como parte de la Red Mundial de Reservas de la Biosfera de América Latina y el Caribe (a partir de abril de 2016). Se distribuyen en 21 países de la región. 

## Lista
A continuación se presenta la lista de reservas de biosfera en América Latina y el Caribe, organizadas por país/territorio, junto con el año en que fueron designadas como parte de la Red Mundial de Reservas de Biosfera.

### Argentina
- San Guillermo (1980)
- Laguna Blanca (1982)
- Costero del Sur (1984)
- Ñacuñán (1986)
- Pozuelos (1990)
- Yabotí (1995)
- Mar Chiquita (1996)
- Delta del Paraná (2000)
- Riacho Teuquito (2000)
- Laguna Oca del Río Paraguay (2001)
- Las Yungas (2002)
- Andino Norpatagonica (2007)
- Parque Nacional de Lanín
- Parque Nacional Nahuel Huapi
- Parque Nacional Los Arrayanes
- Parque Nacional Lago Puelo
- Parque Nacional Los Alerces
- Pereyra Iraola (2007)
- Valdés (2014)
- Patagonia Azul (2015)

### Bolivia
- Pilon-Lajas (1977)
- Ulla Ulla (1977)
- Beni (1986)

### Brasil
- Mata Atlântica (incluyendo el Cinturón Verde de São Paulo ) (1993)
- Cerrado (1993)
- Pantanal (2000)
- Caatinga (2001)
- Amazonía Central (2001)
- Espinhaço Range (2005)

### Chile
- Fray Jorge (1977)
- Juan Férnandez (1977)
- Torres del Paine (1978)
- Laguna San Rafael (1979)
- Lauca (1981)
- Araucarias (1983)
- La Campana-Peñuelas (1984)
- Cabo de Hornos (2005)
- Bosques Templados Lluviosos de los Andes Australes (2007)

### Colombia
- Cinturón Andino (1979)
- Cueva de los Guácharos
- Puracé
- Nevado del Huila
- El Tuparro (1979)
- Sierra Nevada de Santa Marta (1979)
- Ciénaga Grande de Santa Marta (2000)
- Seaflower (2000)

### Costa Rica
- Parque Internacional La Amistad (1982)
- Cordillera Volcánica Central (1988)
- Aqua y Paz (2007)
- Reserva de Savegre (2017)

### Cuba
- Sierra del Rosario (1984)
- Cuchillas del Toa (1987)
- Península de Guanahacabibes (1987)
- Baconao (1987)
- Ciénaga de Zapata (2000)
- Buenavista (2000)

### República Dominicana
- Jaragua - Bahoruco - Enriquillo (2002) (se combinó con La Selle de Haití adyacente en 2017)

### Ecuador
- Archipiélago de Colón (Galápagos) (1984)
- Yasuni (1989)
- Gran Sumaco (2000)*
- Podocarpus-El Condor (2007)*
- Macizo del Cajas (2013)
- Bosque Seco (2014)
- Bosques de Paz (2017, compartido con Perú, incluye al Bosque Seco) [2]
- Chocó Andino de Pichincha (2018)* [7ma de Ecuador]
  - Participación activa de SCO- Sociedad Civil Organizada

### El Salvador
- Apaneca-Llamatepec (2007)
- Coatepeque Caldera
- Izalco
- Xiriualtique Jiquilisco (2007)

### Guadalupe
- Parque Nacional de Guadalupe

### Guatemala
- Maya (1990)
- Sierra de las Minas (1992)

### Haití
- La Selle (2012) (se fusionó con Jaraguá-Bahoruco-Enriquillo adyacente, República Dominicana , en 2017. [2] )
- La Hotte (2016)

### Honduras
- Río Plátano (1980)
- Cacique Lempira, Señor de las Montañas (2015)
- San Marcos de Colón (2017) [2]

### México
- Mapimí (1977)
- La Michilía (1977)
- Montes Azules (1979)
- El Cielo (1986)
- Sian Ka'an (1986)
- Reserva de la Biosfera de la Sierra de Manantlán (1988)
- Calakmul (1993)
- El Triunfo (1993)
- El Vizcaíno (1993)
- Alto Golfo de California (1993)
- Alto Golfo de California (1995)
- Sierra Gorda (2001)
- Banco Chinchorro (2003)
- Sierra La Laguna (2003)
- Ría Celestún (2004)
- Ría Lagartos (2004)
- Cumbres de Monterrey (2006)
- Huatulco (2006)
- La Encrucijada (2006)
- La Primavera (2006)
- La Sepultura (2006)
- Laguna Madre y Río Bravo Delta (2006)
- Los Tuxtlas (2006)
- Maderas del Carmen (2006)
- Mariposa Monarca (2006)
- Pantanos de Centla (2006)
- Selva El Ocote (2006)
- Sierra de Huautla (2006)
- Volcán Tacaná (2006)
- Arrecife Alacranes (2006)
- Barranca de Metztilan (2006)
- Chamela-Cuixmala (2006)
- Cuatrocienagas (2006)
- Sistema Arrecifal Veracruzano (2006)
- Sierra de Álamos - Río Cuchujaqui (2007)
- Islas Marietas (2008)
- Lagunas de Montebello (2009)
- Naha-Metzabok (2010)
- Los Volcanes (2010)
- Islas Marías (2010)
- Tehuacán-Cuicatlán (2012)
- Isla Cozumel (2016)

### Nicaragua
- Bosawas (1997)
- Río San Juan (2003)
- Isla Ometepe (2010)

### Panamá
- Parque Nacional Darién (1983)
- Parque Internacional La Amistad (2000)

### Paraguay
- Bosque Mbaracayú (2000)
- El Chaco (2005)
- Itaipú (2017) [2] , parte de los bosques atlánticos del Alto Paraná

### Perú
- Huascarán (1977)
- Manu (1977)
- Noroeste Amotapes-Manglares (1977, desde 2017 Transfronterizo con Ecuador: Bosques de Paz)
- Oxapampa-Ashaninka-Yanesha (2010)
- Gran Pajatén (2016)
- Bosques de Paz (2017, compartido con Ecuador, incluye al Noroeste Amotapes-Manglares de Perú ) [2]
- Bosque de Neblina - Selva Central (2020)
- Aviveri-Vraem (2021)
- Bicentenario Ayacucho (2023)

### San Cristóbal y Nieves
- St Mary's (2011)

### Uruguay
- Bañados del Este (1976)
- Bioma Pampa-Quebradas del Norte (2014)

### Venezuela
- Alto Orinoco-Casiquiare (1993)
- Delta del Orinoco (2009)